# Cao Ly Thái Tổ
Cao Ly Thái Tổ, húy danh là Vương Kiến (Hangul: 왕건 (Wang Geon), chữ Hán: 王建, 31/1/877 - 4/7/943), trị vì từ năm 918 tới năm 943. Ông là vị vua đầu tiên đã thành lập nên triều đại Cao Ly - một triều đại của bán đảo Triều Tiên kéo dài từ thế kỷ X đến thế kỷ XIV.

## Tuổi trẻ
Vương Kiến sinh năm 877 (đời vua Tân La Hiến Khang Vương), là con một thương nhân ở Songdo (nay thuộc tỉnh Kaesŏng bên dòng sông Yeseong). Cha của Kiến là Vương Long (Wang Ryung 왕륭, 王隆), là 1 thương nhân rất khéo làm ăn, kiếm được nhiều lợi nhuận thương mại với các thương nhân Trung Quốc, lại có thế lực đứng đầu vùng này. Vì vậy cuộc sống của gia đình họ Vương rất sung túc, khá giả. Tổ tiên của ông và chính ông cũng là người Cao Câu Ly cổ, nhưng gia đình ông lại sống ở nước Tân La.

## Sự nghiệp

### Dưới quyền Cung Duệ
Vương Kiến sống vào thời điểm cuối đời Hậu Tam Quốc Triều Tiên - là cuộc phân tranh lâu dài giữa 3 tập đoàn: Hậu Cao Câu Ly, Hậu Bách Tế và Tân La. Ông kế thừa cơ nghiệp của cha mình, là một người lái buôn. Bấy giờ, nhà nước Tân La do nữ vương Chân Thánh cai trị. Lúc đó, tình thế bên trong của Tân La rất tạp loạn: giặc cướp nổi lên như ong, hào cường chống chính quyền, quan lại tham nhũng, chính sách hà khắc, bộ máy triều đình thối nát, v.v. biết bao việc xảy ra đã cảnh báo hồi chuông suy sụp của Hậu Tân La. Lúc đó, có 2 cuộc khởi nghĩa lớn bùng nổ tại Tân La do Cung Duệ và Chân Huyên cầm đầu. Các cuộc khởi nghĩa này bùng phát khắp nơi với số lượng quân đông và mạnh, đánh phá các nơi, giết bọn quan lại và bọn giặc cướp địa phương khác. Năm 895, Cung Duệ đem quân đánh vùng Tây Bắc của nước Tân La, là nơi tọa lạc của vùng Songdo - nơi Vương Kiến đang sống. Cha con Vương Long và Vương Kiến thấy quân khởi nghĩa kéo đến, ngay lập tức họ quy hàng. Vương Kiến đến gặp và xin nguyện ở dưới trướng của Cung Duệ - người lãnh đạo quốc gia Hậu Cao Câu Ly sau này.
Từ khi gia nhập nghĩa quân, Vương Kiến tỏ ra là một tỳ tướng có tài và năng lực, được Cung Duệ tin tưởng và coi như người em trai của mình. Năm 900, khi quân của Hậu Bách Tế sang đánh phá, Vương Kiến đem quân đánh thắng nước này tại Trung Châu, thu được nhiều chiến lợi phẩm. Từ đó, ông trở nên nổi tiếng, thanh danh vang dội. Năm 901, Cung Duệ thành lập vương quốc Hậu Cao Câu Ly. Năm 903, ông đem quân đánh tan lực lượng hải quân của Hậu Bách Tế (đời vua Chân Huyên) xâm phạm vùng bờ biển. Trong thời gian đó, Chân Huyên phải lo chống lại quân triều đình Tân La (đời vua Tân La Hiếu Cung Vương). Vương Kiến cũng sai quân đi giúp đỡ Chân Huyên chiến thắng quân Tân La. Trong thời gian chiến tranh đó, Vương Kiến vẫn bảo quân sĩ phải giữ nghiêm quân luật, không được xâm phạm đến của cải của dân, mà còn phải giúp đỡ dân nghèo. Vì vậy mà nghĩa quân của Vương Kiến đi đến đâu cũng được dân chúng hoan nghênh.
Năm 904, vua Cung Duệ đổi quốc hiệu Hậu Cao Câu Ly sang Ma Chấn.
Năm 910, Vương Kiến (Wang Geon), tướng của vương quốc Ma Chấn dẫn quân đi tấn công và chiếm được thành Naju, một thành chính và là nơi vua Chân Huyên đã bắt đầu cuộc nổi dậy của mình. Chân Huyên đã có nhiều nỗ lực nhằm chiếm lại thành song không thành công.
Năm 911, vua Cung Duệ nước Ma Chấn (Majin) tiếp tục đổi quốc hiệu từ Ma Chấn thành Thái Phong (Taebong).
Năm 912, vua Tân La Hiếu Cung Vương qua đời, Phác Cảnh Huy lên nối ngôi vua Tân La, tức là vua Tân La Thần Đức Vương. Từ năm 912 đến năm 917, Vương Kiến của Thái Phong và vua Chân Huyên của Hậu Bách Tế liên tục tấn công Tân La của vua Tân La Thần Đức Vương.

### Làm vua của Cao Ly
Tuy nhiên, sau khi thành lập quốc gia Thái Phong, vua Cung Duệ đã thực hiện một chính sách khắc nghiệt với dân chúng khiến sự chống đối nổi lên. Vua Cung Duệ buộc tội phản quốc và xử tử tất cả những ai chống đối ông ta, bao gồm cả Khang phu nhân và hai vương tử của ông ta. Năm 918, bốn tướng lĩnh hàng đầu của nước Thái Phong là Hồng Nho (홍유 Hong Yu; 洪儒), Bùi Huyền Khánh (배현경 Pae Hyŏnkyŏng; 裵玄慶), Thân Sùng Khiêm (신숭겸 Sin Sungkyŏm; 申崇謙) và Bốc Trí Khiêm (복지겸 Pok Chikyŏm; 卜智謙) lên kế hoạch lật đổ Cung Duệ và mời Vương Kiến lên ngôi. Vương Kiến đồng ý. Cung Duệ bị lật đổ và bị sát hại. Vương Kiến lên làm vua, đặt tên nước là Cao Ly (고려 Koryŏ; 高麗), lấy niên hiệu là Thiên Thụ (天授), tôn đạo Phật làm quốc giáo, tiến hành bình định các miền còn lại ở bán đảo Triều Tiên. Tuy nhiên, ngay sau khi thành lập Cao Ly, nhiều người đã bác bỏ sự trị vì của Vương Kiến và nổi dậy chống lại vương triều mới được lập ra; một số đã tự nguyện đào thoát sang Hậu Bách Tế của vua Chân Huyên (Gyeon Hwon).
Vua Đại Nhân Soạn của vương quốc Bột Hải ở phía bắc đã ủng hộ việc lập liên minh giữa vương quốc Bột Hải với Cao Ly. Tuy nhiên, tác động này không mạnh và không thể diễn ra vì cuộc xung đột tiếp diễn giữa các quý tộc khác nguồn gốc trong chính quyền Bột Hải (chủ yếu là người gốc Cao Câu Ly và người Mạt Hạt), những người chỉ mong chờ trở thành người tiếp theo bước lên ngai vàng của vương quốc Bột Hải.
Vua Chân Huyên của Hậu Bách Tế đã cử một đội quân lớn khác đến Hapcheon của Tân La vào năm 920 và cuối cùng đã thành công trong việc lập quyền kiểm soát với vùng này, buộc vua Tân La Cảnh Minh Vương của Tân La phải liên minh với Cao Ly của Vương Kiến. Liên minh Tân La - Cao Ly này đã có thể đánh đuổi được quân Hậu Bách Tế trong trận thành Daeya. Tuy nhiên, sau đó nhiều tướng lĩnh Tân La ở biên thùy đã lựa chọn rời bỏ Tân La để gia nhập quân Cao Ly, vì vậy hoàn cảnh của vua Tân La Cảnh Minh Vương vẫn không tốt hơn so với trước. Sau đó Chân Huyên xâm chiếm vùng Andong ngày nay, song cuộc tấn công này đã bị lính Tân La tại địa phương đánh bại. Chân Huyên đã buộc phải sinh sống hòa bình với Cao Ly sau cuộc chiến, thông qua trao đổi con tin là các thành viên vương thất. Tuy nhiên, khi hay tin cháu trai của Chân Huyên chết, Chân Huyên cũng đã sát hại con tin của Cao Ly, anh ẹm họ của Vương Kiến, và tiếp tục cuộc chiến chống lại Cao Ly.
Trong năm 922, hoàng đế Gia Luật A Bảo Cơ của Đại Khiết Đan quốc đã gửi ngựa và lạc đà đến Cao Ly của Vương Kiến để thể hiện tình hữu nghị.
Năm 923 Vương Kiến đưa quân đi tiêu diệt hai tiểu quốc là Hắc Thủy quốc (黒水國) và Bảo Lộ quốc (寶露國) ở phía nam Nam Hải phủ của vương quốc Bột Hải (đời vua Đại Nhân Soạn), đe dọa biên giới vương quốc Bột Hải.
Đầu năm 925, trong lúc đại quân của vương quốc Bột Hải (đời vua Đại Nhân Soạn) đang tấn công vào lãnh thổ của Đại Khiết Đan quốc (đời hoàng đế Gia Luật A Bảo Cơ), một tướng của vương quốc Bột Hải tên là Thần Đức (Sindeok) đã dẫn quân đội của mình từ Nam Hải phủ của vương quốc Bột Hải đến Cao Ly quy hàng vua Vương Kiến.
Cuối năm 925 hoàng đế Gia Luật A Bảo Cơ của Đại Khiết Đan quốc xuất quân xâm lược vương quốc Bột Hải (đời vua Đại Nhân Soạn). Sang đầu năm 926, hoàng đế Gia Luật A Bảo Cơ chính thức tiêu diệt vương quốc Bột Hải. Đại Nhân Soạn cùng toàn bộ hoàng tộc Bột Hải bị áp giải đến Đại Khiết Đan quốc, nhiều cư dân Bột Hải cũng bị ép phải di cư đến Đại Khiết Đan quốc, trong khi nhiều người dân của vương quốc Bột Hải bao gồm nhiều quý tộc Bột Hải (khoảng 200.000 người) đã chạy trốn đến Cao Ly (đời vua Vương Kiến) ở phía nam.
Năm 927, cảm thấy vua Chân Huyên của Hậu Bách Tế sắp đánh đến kinh đô Gyẹongu của Tân La, vua Tân La Cảnh Ai Vương đã gửi yêu cầu tiếp viện đến Cao Ly.
Ngay sau đó, vua Chân Huyên của Hậu Bách Tế đã đích thân lãnh đạo quân đội của mình tấn công thẳng vào kinh đô Tân La là Gyeongju. Vua Tân La Cảnh Ai Vương đã không chuẩn bị trước để đối phó. Khi quân đội của Chân Huyên tiến vào cướp phá kinh đô Gyeongju, họ đã tìm ra vua Tân La Cảnh Ai Vương đang dự tiệc tại Bào thạch đình (Poseokjeong). Tân La Cảnh Ai Vương đã tự sát thay vì đầu hàng. Chân Huyên sau đó lập Kim Phó (Kim Bu) làm quốc vương tiếp theo của Tân La, tức là vua Tân La Kính Thuận Vương. Vương Kiến đã đến Tấn La với một đội quân hùng mạnh một thời gian ngắn sau khi Gyeongju thất thủ.
Sau đó Chân Huyên từ Gyeongju trở về phía tây. Trên đường trở về, Chân Huyên đã chạm trán với lực lượng Cao Ly với 10.000 quân của Vương Kiến tại núi Palgong thuộc Daegu ngày nay. Quân đội của Chân Huyên đã dễ dàng đánh bại quân Cao Ly, giết chết nhiều dũng tướng và chiến binh của Vương Kiến, trong khi chỉ một mình Vương Kiến chạy thoát nhờ sự hi sinh anh dũng của tướng Thân Sùng Khiêm (Shin Sung-gyeom) và Kim Nak.
Năm 936, Vương Kiến đánh bại Hậu Bách Tế để thống nhất bán đảo. Sự nghiệp thống nhất bán đảo của Vương Kiến đã thành công. Một số đối thủ của Vương Kiến được ông mời tham gia liên minh, được phong tước và trang ấp. Vương Kiến tổ chức Cao Ly thành một nhà nước phong kiến tập quyền, đặt quan chế ở trung ương, chia đất nước thành các đơn vị hành chính. Vị thế cầm quyền của dòng họ Vương được củng cố vững chắc.
Sau khi diệt Hậu Bách Tế và thống nhất bán đảo Triều Tiên, Vương Kiến phái quân Cao Ly tấn công Nam Hải phủ của thái tử Đại Quang Hiển. Quân của Đại Quang Hiển liên tiếp thua trận, nhiều đất đai thuộc phía tây Nam Hải phủ bị sáp nhập vào Cao Ly. Sau đó quân Cao Ly tiếp tục bắc tiến và đánh chiếm thêm nhiều thành trì phía tây Áp Lục phủ của Đại Quang Hiển. Lãnh thổ của Đại Quang Hiển bị thu hẹp lại đáng kể.
Sau khi thất bại trong việc khôi phục vương quốc Bột Hải, liên tục bị Định An Quốc, Cao Ly và Đại Khiết Đan quốc tấn công, chịu ảnh hưởng từ việc phun trào núi lửa của núi Trường Bạch, thái tử Đại Quang Hiển cùng nhiều người dân, gồm cả quý tộc Bột Hải đã đào thoát tới Cao Ly với hi vọng tập hợp sức mạnh để trả thù cho thất bại nhục nhã và sự sụp đổ của vương quốc Bột Hải. Đại Quang Hiển (khi đó hơn 40 tuổi) cùng với nhiều người dân Bột Hải (chủ yếu là người Bột Hải gốc Cao Câu Ly), gồm cả quý tộc Bột Hải đã chạy trốn tới láng giềng Cao Ly ở phía nam vào tháng 1 năm 937, tức năm thứ 17 đời Vương Kiến trị vì. Theo Cao Ly sử, số người tị nạn Bột Hải đi cùng thái tử lên tới hàng chục nghìn hộ gia đình. Vương Kiến đón tiếp nhóm người của Đại Quang Hiển rất nồng hậu và Đại Quang Hiển còn được Vương Kiến đưa vào gia đình cầm quyền của Cao Ly, mang lại sự thống nhất của hai quốc gia kế thừa cho Cao Câu Ly.
Là hậu duệ của Cao Câu Ly, người Bột Hải và triều đại Cao Ly có quan hệ họ hàng với nhau. Vương Kiến cảm thấy có mối quan hệ họ hàng gia đình mạnh mẽ với người Bột Hải, gọi đó là "đất nước họ hàng" và "đất nước đã kết hôn" của mình, và bảo vệ những người tị nạn Bột Hải. Điều này hoàn toàn trái ngược với Tân La, vốn có mối quan hệ thù địch với Bột Hải.
Nhiều hậu duệ của hoàng tộc Bột Hải tại Cao Ly đã đổi họ thành Thái (Tae, 태, 太) trong khi Thái tử Đại Quang Hiển đổi sang họ Vương (Wang, 왕, 王), tên của hoàng tộc Cao Ly. Điều này đã dẫn đến việc Đại Khiết Đan quốc (sang năm 947 gọi là Đại Liêu quốc) cắt quan hệ ngoại giao với Cao Ly song không đe dọa xâm lược. Vương Kiến tiếp tục đón nhận những người tị nạn từ Bột Hải và theo đuổi chính sách mở rộng về phía bắc (có thể được thực hiện do sự vắng mặt của một vương quốc Triều Tiên ở nơi từng là lãnh thổ Goguryeo).
Năm 938 có 3000 hộ gia đình Bột Hải di cư đến Cao Ly và được Vương Kiến thu nhận.
Năm 939, con cháu của quý tộc Tân La ở Gyeongju là Thôi Tặng Lão (12 tuổi) đã được Vương Kiến đánh giá cao sau khi đọc Luận ngữ trước triều đình Cao Ly. Để gây ấn tượng với nhà vua, ông ta được Vương Kiến phong làm học trò của Nguyên Phụng sảnh học sinh (원봉성학생; 元鳳省學生).
Thời gian này vụ phun trào của núi Trường Bạch tiếp tục giáng những đòn mạnh vào lực lượng còn sống sót của người Bột Hải tại Định An Quốc (đời vua Liệt Vạn Hoa) dựa trên các ghi chép về sự di cư ồ ạt của người Bột Hải đến bán đảo Liêu Đông của Đại Khiết Đan quốc (đời vua Gia Luật Đức Quang) và đến bán đảo Triều Tiên của Cao Ly.
Vương Kiến thể hiện sự thù địch mạnh mẽ đối với người Khiết Đan đã tiêu diệt vương quốc Bột Hải. Năm 942, hoàng đế Gia Luật Đức Quang của Đại Khiết Đan quốc gửi thêm 30 sứ giả cùng 50 con lạc đà đến Cao Ly của Vương Kiến, nhưng lần này Vương Kiến đã từ chối món quà, đày 30 sứ thần Khiết Đan đến một hòn đảo và khiến 50 con lạc đà chết đói dưới một cây cầu, sự kiện được gọi là "Sự cố cầu Manbu". Theo Tư trị thông giám, Vương Kiến còn đề xuất với vua Hậu Tấn Cao Tổ của nhà Hậu Tấn rằng ông tấn công người Khiết Đan để trả thù cho vương quốc Bột Hải. Hơn nữa, trong Mười điều răn dành cho con cháu của mình, Vương Kiến tuyên bố rằng người Khiết Đan là "những con thú man rợ" và cần phải đề phòng. Cuộc chinh phục vương quốc Bột Hải của người Khiết Đan đã dẫn đến sự thù địch kéo dài của Cao Ly đối với Đại Khiết Đan quốc.
Ngày 4 tháng 7 âm lịch năm 943 Vương Kiến băng hà, con trai cả là Vương Võ kế vị, tức là vua Cao Ly Huệ Tông.

## Gia quyến
- Thân phụ: Vương Long, truy tôn miếu hiệu Thế Tổ (세조)
- Thân mẫu: Uy Túc Vương hậu Hàn thị (위숙왕후)

### Phi tần
1. Thần Huệ Vương hậu Liễu thị (신혜왕후 류씨), chính thất yêu quý của Thái Tổ, không con.
2. Trang Hòa Vương hậu Ngô thị (장화왕후 오씨; 894 ? – 934 ?), kế thất, mẹ của Cao Ly Huệ Tông.
3. Thần Minh Thuận Thành Vương thái hậu Lưu thị (신명순성왕태후 유씨; 900 – 951), mẹ của Cao Ly Định Tông và Cao Ly Quang Tông.
4. Thần Tĩnh Vương thái hậu Hoàng Phủ thị (신정왕태후 황보씨; 900 – 983), nguyên là Đại phu nhân, mẹ của Cao Ly Đới Tông.
5. Thần Thành Vương thái hậu Kim thị (신성왕태후 김씨), đường muội của Kính Thuận Vương, vị vua cuối cùng của Tân La, bà là hậu duệ đời thứ sáu của Tân La Văn Thánh Vương, mẹ của Cao Ly An Tông.
6. Trinh Đức Vương thái hậu Liễu thị (정덕왕태후 류씨), nguyên là Phu nhân, tuy không có người con nào làm vua nhưng sau khi qua đời, bà vẫn được đặc cách truy phong là Vương thái hậu vì có con gái làm Vương hậu.
7. Hiến Mục Đại phu nhân Bình thị (헌목대부인 평씨)
8. Trinh Mục phu nhân Vương thị (정목부인 왕씨)
9. Đông Dương Viện phu nhân Dũ thị (동양원부인 유씨)
10. Túc Mục phu nhân (숙목부인), không rõ họ
11. Thiên An Phủ Viện phu nhân Lâm thị (천안부원부인 임씨)
12. Hưng Phúc Viện phu nhân Hồng thị (흥복원부인 홍씨)
13. Thiên Lương Viện phu nhân Lý thị (대량원부인 이씨)
14. Hậu Thiên Lương Viện phu nhân Lý thị (후대량원부인 이씨)
15. Đại Minh Châu Viện phu nhân Vương thị (대명주원부인 왕씨)
16. Quảng Châu Viện phu nhân Vương thị (광주원부인 왕씨), con gái Vương Quy (왕규), chị gái Hậu Quảng Châu Viện phu nhân của Cao Ly Huệ Tông.
17. Tiểu Quảng Châu Viện phu nhân Vương thị (소광주원부인 왕씨), em gái Quảng Châu.
18. Đông Sơn Viện phu nhân Phác thị (동산원부인 박씨), chị gái Văn Cung Vương hậu và Văn Thành Vương hậu của Cao Ly Định Tông.
19. Lễ Hòa phu nhân Vương thị (예화부인 왕씨)
20. Đại Tây Viện phu nhân Kim thị (대서원부인 김씨), xuất gia.
21. Tiểu Tây Viện phu nhân Kim thị (소서원부인 김씨), em gái Đại Tây, xuất gia.
22. Tây Điện Viện phu nhân (서전원부인), không rõ họ
23. Tín Châu Viện phu nhân Khương thị (신주원부인 강씨), có một con trai mất sớm, nhận nuôi Cao Ly Quang Tông.
24. Nguyệt Hoa Viện phu nhân (월화원부인), không rõ họ
25. Hoàng Châu Viện phu nhân (황주원부인), không rõ họ
26. Thánh Mậu phu nhân Phu thị (성무부인 박씨)
27. Nghĩa Thành Phủ Viện phu nhân Hồng thị (의성부원부인 홍씨)
28. Nguyệt Cảnh Viện phu nhân Phác thị (월경원부인 박씨)
29. Mộng Lương Viện phu nhân Phác thị (몽량원부인 박씨), con gái Phác Thủ Khanh (박수경), em họ Nguyệt Cảnh.
30. Hải Lương Viện phu nhân (해량원부인), không rõ họ

### Hậu duệ

#### Vương tử
| Tước hiệu                                    | Họ tên                              | Mẹ                                   | Ghi chú |
| -------------------------------------------- | ----------------------------------- | ------------------------------------ | --- |
| Cao Ly Huệ Tông (고려 혜종)                  | Vương Võ (王武) Wang Mu (왕무)      | Trang Hòa Vương hậu                  | Vua thứ hai của Cao Ly Cha của Khánh Hòa Cung Phu nhân, thiếp thất của Cao Ly Quang Tông |
| không rõ                                     | Vương Thái (왕태)                   | Thần Minh Thuận Thành Vương thái hậu | Lấy chị/em cùng cha khác mẹ là con gái của Hưng Phúc Viện phu nhân, không rõ phong hiệu Không con |
| Cao Ly Định Tông (고려 정종)                 | Vương Nghiêu (王堯) Wang Yo (왕요)  | Thần Minh Thuận Thành Vương thái hậu | Vua thứ ba của Cao Ly |
| Cao Ly Quang Tông (고려 광종)                | Vương Chiêu (王昭) Wang So (왕소)   | Thần Minh Thuận Thành Vương thái hậu | Vua thứ tư của Cao Ly Lấy chị/em cùng cha khác mẹ là Đại Mục Vương hậu, con gái của Thần Tĩnh Vương thái hậu Cha của Cao Ly Cảnh Tông và Văn Đức Vương hậu, vợ của Cao Ly Thành Tông Cháu nội là Cao Ly Mục Tông Cháu ngoại là Tuyên Chính Vương hậu, vợ của Cao Ly Mục Tông |
| Văn Nguyên Đại vương (문원대왕)              | Vương Trinh (王貞) Wang Jung (왕정) | Thần Minh Thuận Thành Vương thái hậu | Lấy chị/em cùng cha khác mẹ là Văn Huệ Vương hậu, con gái của Trinh Đức Vương thái hậu. Cha của Hiến Ý Vương hậu, vợ của Cao Ly Cảnh Tông |
| Chứng Thông Quốc sư (증통국사)               | không rõ                            | Thần Minh Thuận Thành Vương thái hậu | |
| Cao Ly Đới Tông (고려 대종)                  | Vương Húc (王旭) Wang Wook (왕욱)   | Thần Tĩnh Vương thái hậu             | Được con là vua thứ tám của Cao Ly truy phong Lấy chị/em cùng cha khác mẹ là Tuyên Nghĩa Vương hậu, con gái của Trinh Đức Vương thái hậu Cha của Cao Ly Thành Tông và Hiến Ai Vương hậu, Hiến Trinh Vương hậu, đều là vợ của Cao Ly Cảnh Tông Cháu nội là Nguyên Trinh Vương hậu, Nguyên Hòa Vương hậu, Nguyên Dung Vương hậu, đều là vợ của Cao Ly Hiển Tông Cháu ngoại là Cao Ly Mục Tông, Cao Ly Hiển Tông |
| Cao Ly An Tông (고려 안종)                   | Vương Uất (王郁) Wang Wook(왕욱)    | Thần Thành Vương thái hậu            | Được con là vua thứ mười ba của Cao Ly truy phong Không rõ vợ nhưng tư thông với cháu gái là Hiến Trinh Vương hậu, con gái của Cao Ly Đới Tông Cha của Cao Ly Hiển Tông, toàn bộ các vị vua của Cao Ly từ Hiển Tông trở về sau đều là con cháu trực hệ của ông |
| Vương Vị quân (왕위군)                       | không rõ                            | Trinh Đức Vương thái hậu             | |
| Nhân Ái quân (인애군)                        | không rõ                            | Trinh Đức Vương thái hậu             | |
| Nguyên Trang Thái tử (원장태자)              | không rõ                            | Trinh Đức Vương thái hậu             | Lấy chị/em cùng cha khác mẹ là Hưng Phương Cung chúa, con gái của Thần Minh Thuận Thành Vương thái hậu |
| Trợ Y quân (조이군)                          | không rõ                            | Trinh Đức Vương thái hậu             | |
| Thọ Mệnh Thái tử (수명태자)                  | không rõ                            | Hiến Mục Đại phu nhân                | Cha của Hoằng Đức Viện quân Cháu nội là Văn Đức Vương hậu, vợ của Cao Ly Thành Tông |
| Hiếu Mục Thái tử (효목태자)                  | Vương Nghĩa (왕의)                  | Đông Dương Viện phu nhân             | |
| Hiếu Ẩn Thái tử (효은태자)                   | Vương Viên (王垣) Wang Won (왕원)   | Đông Dương Viện phu nhân             | Là con trai thứ chín của Cao Ly Thái Tổ.Có ý chiếm ngôi của Cao Ly Quang Tông, bị giết Có hai người con trai đều thoát nạn |
| Nguyên Ninh Thái tử (원녕태자)               | không rõ                            | Túc Mục phu nhân                     | |
| Hiếu Thành Thái tử (효성태자)                | Vương Lâm Châu (왕임주)             | Thiên An Phủ Viện phu nhân           | Lấy cháu gái là con gái của Cao Ly Định Tông, không rõ phong hiệu |
| Hiếu Chỉ Thái tử (효지태자)                  | không rõ                            | Thiên An Phủ Viện phu nhân           | |
| không rõ                                     | Vương Tắc (왕직)                    | Hưng Phúc Viện phu nhân              | |
| Quảng Châu Viện quân (광주원군)              | Vương Ngân (王銀) Wang Eun (왕은)   | Tiểu Quảng Châu Viện phu nhân        | là con trai thứ mười của Cao Ly Thái Tổ |
| Hiếu Đễ Thái tử (효제태자)                   | không rõ                            | Thánh Mậu phu nhân                   | |
| Hiếu Minh Thái tử (효명태자)                 | không rõ                            | Thánh Mậu phu nhân                   | |
| Pháp Đăng quân (법등군)                      | không rõ                            | Thánh Mậu phu nhân                   | |
| Tư Lợi quân (자리군)                         | không rõ                            | Thánh Mậu phu nhân                   | |
| Nghĩa Thành Phủ Viện Đại quân (의성부원대군) | không rõ                            | Nghĩa Thành Phủ Viện phu nhân        | Lấy chị/em cùng cha khác mẹ là con gái của Trinh Đức Vương thái hậu, không rõ phong hiệu Không con |

#### Vương nữ
| Tước hiệu                                    | Mẹ                                   | Ghi chú |
| -------------------------------------------- | ------------------------------------ | --- |
| Yên Trinh Thục Nghi Công chúa (안정숙의공주) | Thần Minh Thuận Thành Vương thái hậu | Còn gọi là Lạc Lãng Công chúa (낙랑공주) hay Thần Loan Cung phu nhân (神鸞宮夫人) Lấy Kính Thuận Vương, vị vua cuối cùng của Tân La, sinh 5 trai 3 gái Mẹ của Hiến Túc Vương hậu, vợ của Cao Ly Cảnh Tông |
| Hưng Phương Cung chúa (흥방궁주)             | Thần Minh Thuận Thành Vương thái hậu | Lấy anh/em cùng cha khác mẹ là Nguyên Trang Thái tử, sinh 1 trai 1 gái |
| Đại Mục Vương hậu (대목왕후)                 | Thần Tĩnh Vương thái hậu             | Lấy anh/em cùng cha khác mẹ là Cao Ly Quang Tông, sinh 2 trai 3 gái Mẹ của Cao Ly Cảnh Tông và Văn Đức Vương hậu, vợ của Cao Ly Thành Tông Cháu nội là Cao Ly Mục Tông Cháu ngoại là Tuyên Chính Vương hậu, vợ của Cao Ly Mục Tông                                                                                 |
| Văn Huệ Vương hậu (문혜왕후)                 | Trinh Đức Vương thái hậu             | Lấy anh/em cùng cha khác mẹ là Văn Nguyên Đại vương, sinh 2 trai 1 gái Mẹ của Hiến Ý Vương hậu, vợ của Cao Ly Cảnh Tông |
| Tuyên Nghĩa Vương hậu (선의왕후)             | Trinh Đức Vương thái hậu             | Lấy anh/em cùng cha khác mẹ là Cao Ly Đới Tông Mẹ của Cao Ly Thành Tông và Hiến Ai Vương hậu, Hiến Trinh Vương hậu, đều là vợ của Cao Ly Cảnh Tông Cháu nội là Nguyên Trinh Vương hậu, Nguyên Hòa Vương hậu, Nguyên Dung Vương hậu, đều là vợ của Cao Ly Hiển Tông Cháu ngoại là Cao Ly Mục Tông, Cao Ly Hiển Tông |
| không rõ                                     | Trinh Đức Vương thái hậu             | Lấy anh/em cùng cha khác mẹ là Nghĩa Thành Phủ Viện Đại quân, không con |
| Thuận An Vương đại phi (순안왕대비)          | Trinh Mục phu nhân                   | Không rõ lấy ai và tại sao được phong Vương đại phi |
| không rõ                                     | Hưng Phúc Viện phu nhân              | Lấy anh/em cùng cha khác mẹ là vương tử Vương Thái, không con |
| không rõ                                     | Thánh Mậu phu nhân                   | Thiếp của Kính Thuận Vương, không con |